# 라틴 문자의 확산

라틴 문자의 현재 분포.
라틴 문자가 유일한 주요 문자인 국가
라틴 문자가 다른 문자와 공존하는 국가

라틴 문자의 확산(spread of the Latin script)은 오랜 역사를 가지고 있는데, 라티움에서 유래된 고대부터 근대에 주요 문자 체계로 부상한 것까지 거슬러 올라간다.

## 같이 보기
- 라틴-문자 음소문자
- 체코 문자
- 폴란드 문자
- 듀오링고